# 建築材料
建築材料（けんちくざいりょう、英: building material）とは、建築物を建てるために使用されるあらゆる材料のことである。短縮形で「建材」（けんざい）とも。

## 概説
建築材料とは、建築物を建てるために用いられるさまざまな材料の総称である。
範囲
どの範囲を「建築材料」と呼ぶかについては若干のゆらぎがある。
通常は「建築材料」という語は、「建築施工の場に提供される材料」を指している（たとえばセメント、砂利、ガラス、煉瓦などである）。
上記の建築材料を組み合わせたり加工したもの、例えばサンドイッチパネル、プレキャストコンクリート板、プレハブ部材など、 どちらかと言えば「部材」、「部品」となるものも、広義には「建材」と呼ばれている。
配管や遮光設備、防音設備、あるいは免振設備も、建築材料に含めない場合もあれば、広義の「建築材料」に含めることもあり、ゆらぎがある。
分類
いくつか分類法があり、たとえば機能による分類法、部位による分類法、素材の種類による分類法などがある。→#分類

## 分類
いくつかの分類法があり、機能（用途）による分類、部位による分類、素材の種類による分類などがある。

### 機能による分類
- 構造材 - 構造躯体に使う材料。西洋の（伝統的な）建築の壁やアーチ、東洋の（伝統的）木造建築や米国などの近年の木造住宅の柱や梁などの材料。
- 仕上げ材
  - 外装材 - 外装に使う材料。建築物を雨や風から護るために、また外見を整えるためにも必要な材料。屋根を覆う屋根材（瓦やスレート）、外壁を覆う外壁材（タイル、レンガ、サイディングボードなど）がある。
  - 内装材 - 内装に使う材料
- 補助材料 - 構造材や仕上げ材以外のその他の材料であり、塗料や接着剤が含まれる[3][1]。

単一の建築材料が必ずしも明確に構造材、仕上げ材（外装材、内装材）のいずれかに分類できるのではなく、複数の部位に使用されるものが多い。

### 部位による分類
建築物のどの部位に使われるか、という観点で分類する方法もある。
- 屋根材
- 壁材
- 床材
- 建具 - ドアや窓といった開口部を塞ぐための仕組み[3]

### 素材の種類による分類
素材にもとづく場合は、例えば以下のように分類されている。
- 石材 - 大理石、凝灰岩、蛇紋岩、花崗岩、安山岩、流紋岩、砂岩、粘板岩などが基本的な石材。他に、石綿（アスベスト）や人造石（人造大理石など）もある。
- 土、泥、粘土、モルタル、セメント、コンクリート類 - 日干しレンガ、多様なモルタル（セメント）、コンクリートなど。さらに石膏（石膏ボード）。
- 粘土焼成品 - 粘土を焼成した（焼き固めた）もの。煉瓦、瓦、タイルなど
- 木材 - 広葉樹や針葉樹の丸太・製材製品・集成材・合板（ベニヤ板）。また繊維材、銘木なども。
- 植物繊維 - わらなど[3]。また萱（茅）、イグサ、パピルス、麻 等々。
- 鉄鋼材 - 鉄製や鋼製の材料のこと。線材、棒鋼（鉄筋等）、形鋼（H型鋼等）、鋼管など
- 非鉄金属材 - 銅製・真鍮製・アルミ製などの材料。銅瓦、アルミサッシ　等々
- ガラス材 - 窓用ガラス板、壁面用ガラスブロックなど
- 高分子材料 - プラスチック、ゴム、合成繊維、人工大理石、アスファルト、塗料、接着剤など

## 歴史

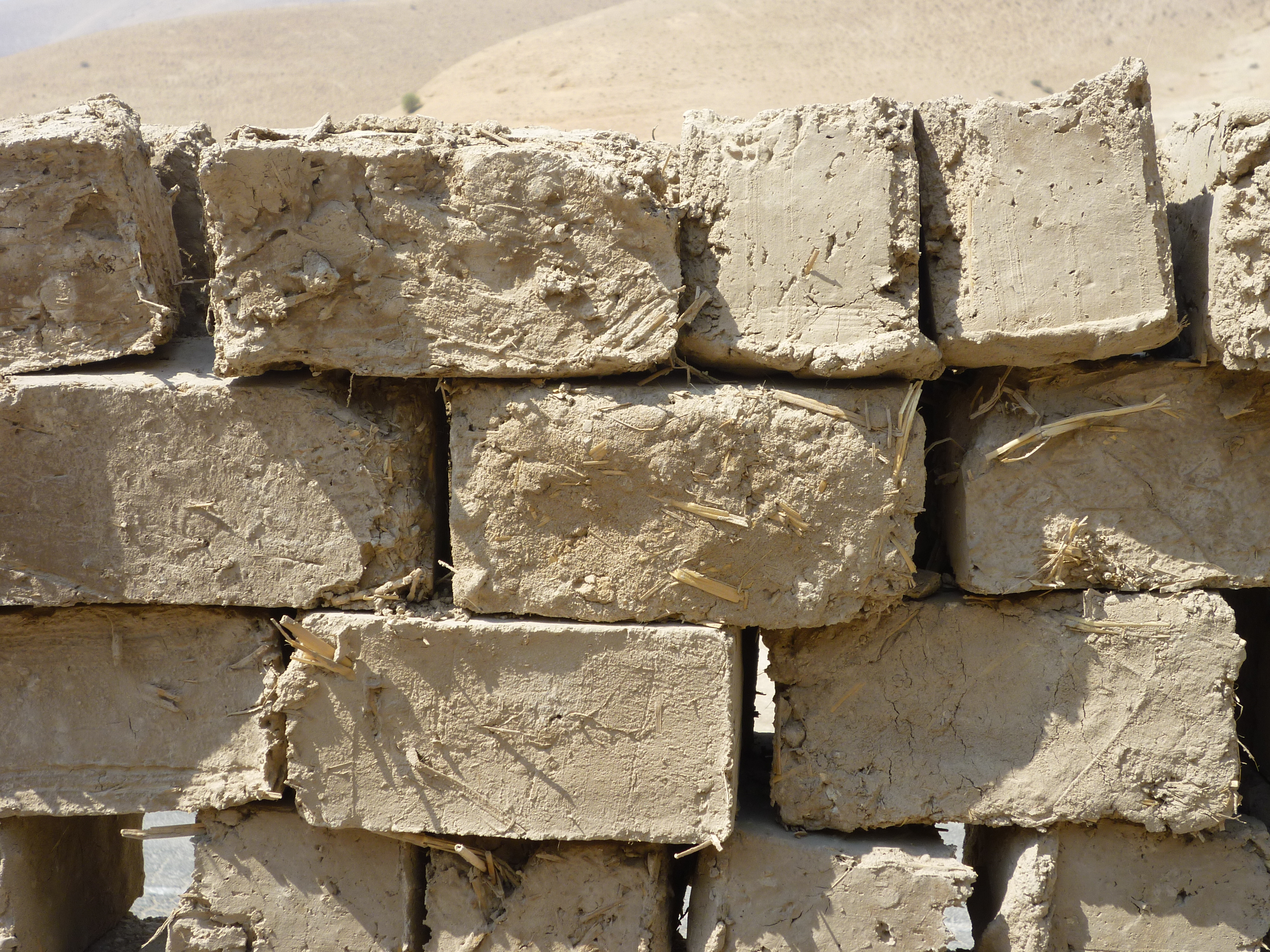
ごく最近作られた泥ブロック（日乾レンガ）。日乾レンガは現代でもさかんに用いられている。

古代メソポタミアの時代から現代まで - 日干しレンガ
古代メソポタミアの時代から、乾燥した地帯では、さかんに mud brick 泥ブロック（あるいはsun-dried brick ひぼししたブロック、「日干しレンガ」）が用いられている。たとえばジッグラトも基本は日干しレンガでできており、表面だけ焼成レンガを用いている。日干しレンガは、泥を四角い木枠に入れて、直後に抜き、そのまま地面に並べた状態で、数日ほど太陽の光に当てて乾かしただけのものである。木枠だけ用意すれば、建築現場の近傍で簡単に大量に製造でき、輸送の手間も省ける。現代でも、中近東、アフリカ各地、南米のペルー 等々、世界各地の乾燥地帯で広く用いられている。
古代ギリシア

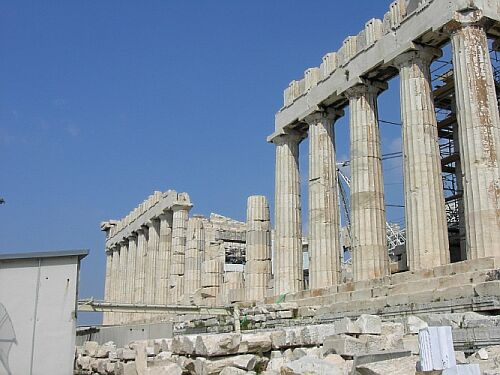
パルテノン神殿の大理石。ペンテリコの地で産出するものが用いられた。

古代ギリシアでは、石材、木材、陶製の材料などが用いられた。民家は茅葺きの屋根と瓦ぶきの屋根が存在していた。パルテノン神殿の場合、主たる構造材の柱はペンテリコ（Mount Pentelicus）産の大理石が用いられ、屋根の部分の構造材は材木で、その上を瓦で覆っていた。
古代ローマ

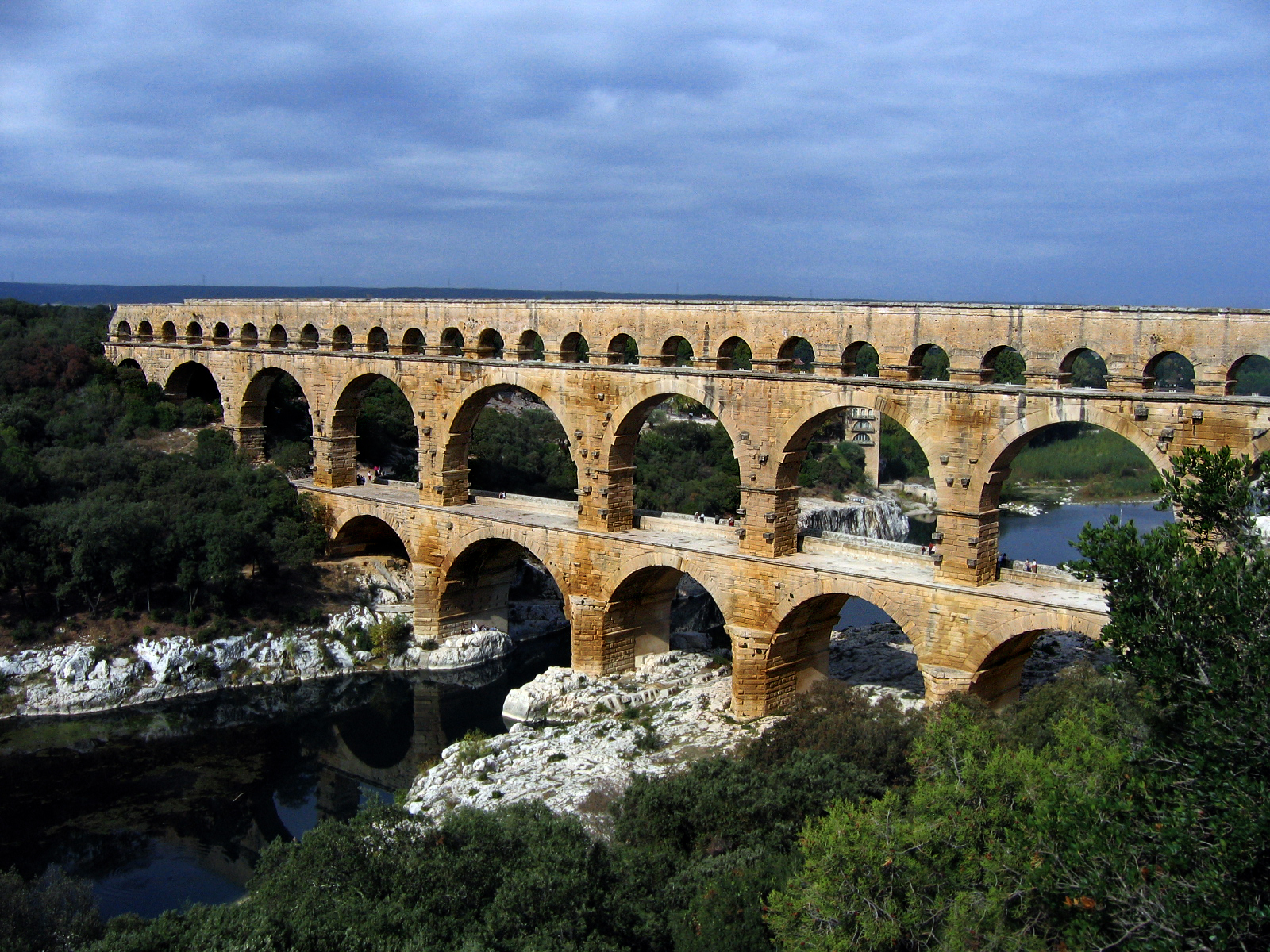
古代ローマの水道橋。主に石灰岩が用いられた。古代ローマ帝国は水中硬化性のセメントも開発し、水を流したまま、構造を追加したり石材のすきまを埋めることができた。

古代ローマ帝国は石材、木材、セメント、モルタル、等々等々 多種多様な材料を用いた。さまざまな配合のセメントやモルタルを、用途に応じて使い分、水中硬化性のセメントまでも開発し、使いこなしていた。古代ローマで用いられたコンクリートは、現代の研究者らによって「roman concrete ローマンコンクリート」と呼ばれている。。今もフォロロマーノなどに古代ローマの歴史的建造物が多数残っており、それらの建材を確認することができる。この時代にすでに窓にガラスが用いられ始めていた、という記録がある。
en:Ancient_Roman_architecture#Materials（古代ローマの建築 - 材料）も参照。
中世ヨーロッパ

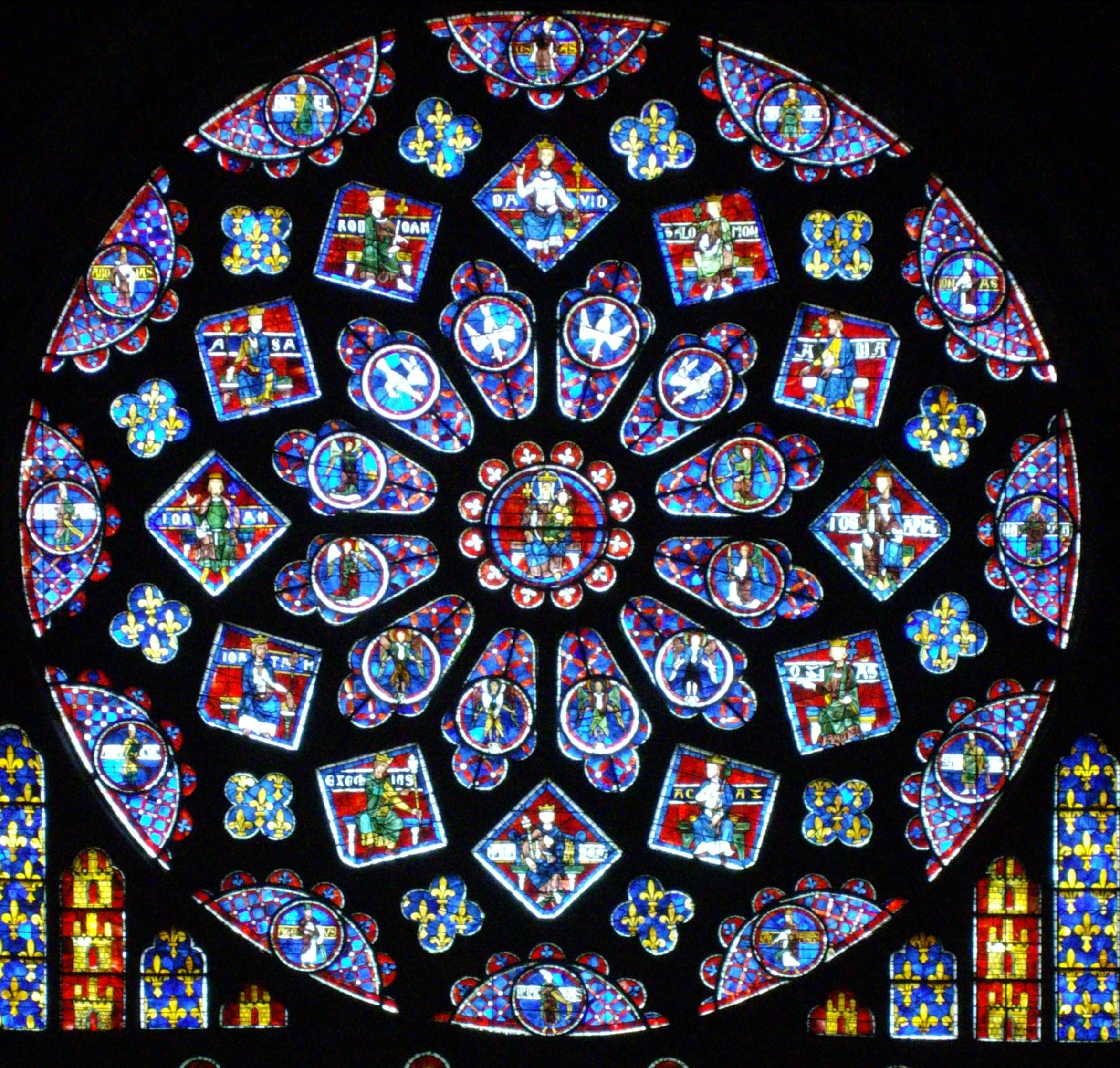
シャルトル大聖堂のバラ窓。数ある教会堂のステンドグラスの中でも特に有名なもの。

中世ヨーロッパでは、石造りの壁が建物の基本構造をとなる建築法が主流で、壁や柱にさまざまな石材が用いられ、また床などにも大理石などの石材がさかんに用いられてきた。職業として石工やその職業組合（ギルド）も発達した。また木造建築も造られた。木造建築の場合は、構造材も内装材も木材となっていることは多い。教会堂の窓はステンドグラスが用いられた。これは金属枠をはんだ付けしたものと色ガラスから成っている。
中国
中国では、木材・竹材などの植物起源材料のほか、石材なども多く使用されていた。また漆喰なども使用されている。屋根は素焼きの瓦が用いられた。中国大陸では夏の時代の歴史資料に瓦が製造されていたとの記録が残っている。内装材に紙を用いる例もある。
日本
日本列島では、縄文時代の住居はほとんどが竪穴建物であり、植物性の自然素材が多用された。地面をいくらか掘り下げており、地面が床材ではあるが、構造材として丸太を用い、土や葦などで屋根を葺いた。竪穴建物は、縄文時代以降、平安時代後半（12世紀ころ）までかなり広く用いられていたことが、考古学的調査で明らかになっている。飛鳥時代では、中国大陸の影響が大きくなり、建材として石材と木材、萱など植物性の材料を用いた。
その後の日本では、内装材として、木材だけでなく、唐紙・障子など、紙を多用する独特の文化が形成された。これは基本的にヨーロッパには見られない文化・傾向である。

## 原材料・用途

### 内装材など
| 材料名       | 原材料名         | 特徴                           | 用途                         |
| ------------ | ---------------- | ------------------------------ | ---------------------------- |
| アルミニウム | アルミニウム     | 軽い、耐食性があり、加工が楽   | 建具(サッシ等)               |
| すさ         | 稲わら等         | ヒビや剥落を防ぐ               | 内装材(壁、天井)             |
| 石膏ボード   | 硫酸カルシウム   | 耐火性、環境性、リサイクル可   | 内装材(床、壁、天井)         |
| タイル       | 磁器             | 吸水性極小、対侯性、耐久性     | 外装材、内装材(床、浴室等)   |
| タイル       | せっ器           | 吸水性小、硬い、対侯性、耐久性 | 外装材、内装材(浴室等)、舗装 |
| タイル       | 陶器             | 吸水性有、多孔質               | 内装材                       |
| モルタル     | 砂、セメント、水 | ペースト状、伸縮性             | 仕上材、躯体調整、目地材等   |
| ラスボード   | 石膏ボード       | 耐火性、遮音性、               | 内装材(塗壁の下地)           |